# أهل خضير (الحد)

تعديل مصدري - تعديل

أهل خضير هي إحدى قرى عزلة الحد بمديرية الحد التابعة لمحافظة لحج، بلغ تعداد سكانها 374 نسمة حسب تعداد اليمن لعام 2004.